# Beobachterabzeichen

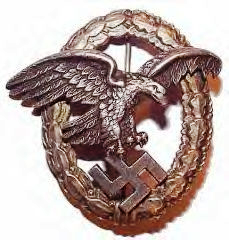
Beobachterabzeichen (Originalversion)

Darstellung des Beobachterabzeichens in der 57er Version

Das Beobachterabzeichen war eine Auszeichnung der Luftwaffe der deutschen Wehrmacht, die am 19. Januar 1935 durch den Oberbefehlshaber der Luftwaffe, Hermann Göring, gestiftet wurde.
Das Abzeichen konnte an aktive Soldaten des Luftwaffenpersonals frühestens nach fünf Feindflügen bzw. bei Verwundung bereits früher oder zwei Monate nach Erwerb des Luftwaffenbeobachterscheins verliehen werden. Eine Verleihung an Angehörige anderer Truppenteile der Wehrmacht war möglich, solange die bestehenden Bestimmungen eingehalten wurden.
Das ovale, aus Tombak gefertigte Abzeichen (später Feinzink) zeigt mittig einen nach rechts fliegenden Adler mit einem Hakenkreuz in den Fängen. Es ist von einem Kranz umschlossen, der links aus Lorbeer- und rechts aus Eichenblättern gebildet ist.
Getragen wurde die Auszeichnung als Steckorden auf der linken Brust.
Laut Gesetz über Titel, Orden und Ehrenzeichen vom 26. Juli 1957 ist das Tragen des Abzeichens in der Bundesrepublik Deutschland nur ohne nationalsozialistische Embleme gestattet.